# Rathmannsdorf

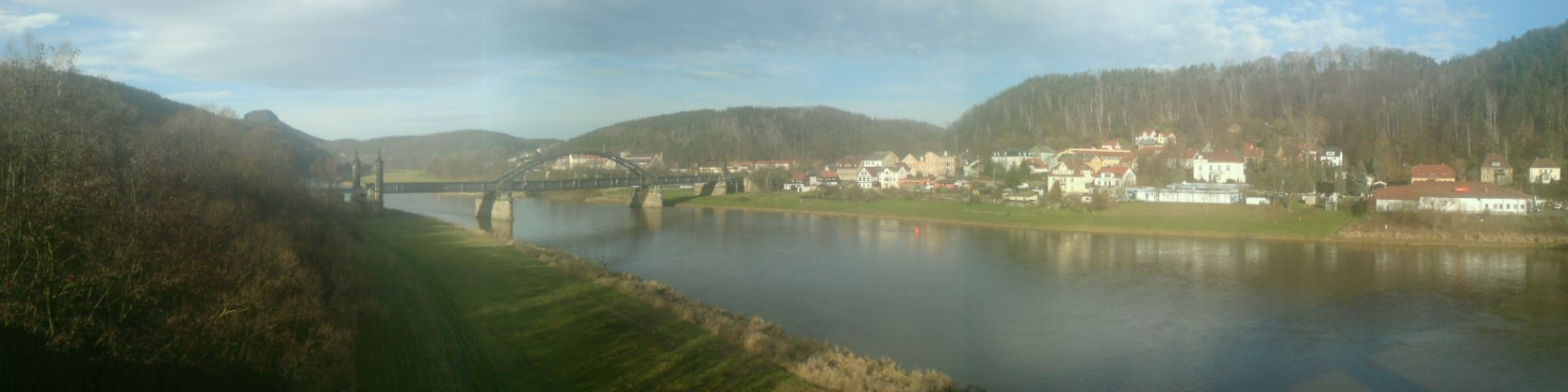
Rathmannsdorfer Ortsteil Wendischfähre und die Carolabrücke.

Rathmannsdorf ist eine Gemeinde in Sachsen in der Nähe der Städte Hohnstein und Pirna. Die Gemeinde liegt etwa zwei Kilometer elbabwärts von Bad Schandau im rechtselbischen Naturraum des Elbsandsteingebirges und grenzt an den Nationalpark Sächsische Schweiz. Rathmannsdorf bildet zusammen mit Bad Schandau und Reinhardtsdorf-Schöna die Verwaltungsgemeinschaft Bad Schandau.

## Geographie
Der tiefste Punkt des Gemeindegebietes befindet sich im Ortsteil Wendischfähre an der Mündung des Lachsbachs in die Elbe auf einer Höhe von 116 m ü. NHN. Der höchste Punkt liegt mit etwa 245 m ü. NHN im Ortsteil Höhe auf der Ebenheit oberhalb Bad Schandaus. Hier befindet sich auch der im Jahre 2007 eröffnete 15 m hohe barrierefreie Aussichtsturm, der einen beeindruckenden Panoramablick auf die Felsenwelt des Elbsandsteingebirges bietet. Der Turm besitzt nicht nur eine futuristische Architektur, sondern auch einen Aufzug, welcher es älteren und gehbehinderten Menschen gleichfalls ermöglicht, den Turm zu besuchen.
Rathmannsdorf besteht aus den Ortsteilen Rathmannsdorf und Wendischfähre (1937 eingemeindet). Folgende Ortslagen (Gebietsteile) gehören zu Rathmannsdorf:
- Höhe: Die Ortslage Höhe erstreckt sich auf der Hochebene östlich von Rathmannsdorf.
- Zauke: Die Zauke liegt am Hang des Zaukengrundes gegenüber der S 154 und grenzt direkt an die Stadt Bad Schandau.
- Plan: Die Ortslage Plan befindet sich am Lachsbaches, entlang der S 163 nördlich von Rathmannsdorf.
- Gluto: Die Gluto liegt im Sebnitztal und besteht aus vier Wohnhäusern mit der Ochelbaude und der Ochelmühle.

## Geschichte

### Ortsgeschichte
Im Jahre 1445 wurde Rathmannsdorf erstmals urkundlich erwähnt (Rademsdorff) und wurde in Form eines Waldhufendorfs errichtet. Rathmannsdorf gehörte nach seiner Gründung zur Herrschaft Wildenstein, welche das Geschlecht der Berken von der Duba besaß. 1451 mussten die Berken die Herrschaft jedoch an den sächsischen Kurfürsten abtreten. 1467 wurde Rathmannsdorf von der Stadt Schandau gekauft. 1569 erfolgte die Rückgabe an das Amt Hohnstein, jedoch kam das Dorf 1602 erneut an Bad Schandau zurück. Schließlich ging die Gerichtsbarkeit über Rathmannsdorf 1852 an das Königreich Sachsen und es wurde vom Gerichtsamt in Schandau verwaltet. Ab 1875 wurde das Dorf von der Amtshauptmannschaft Pirna verwaltet. 1952 ging die Verwaltung an den Landkreis Pirna und 1994 an den Landkreis Sächsische Schweiz. 1937 wurde der bis dahin selbständige Ort Wendischfähre eingemeindet.
Rathmannsdorf war bis 2018 staatlich anerkannter Erholungsort.

### Ortsname
Der Ortsname „Rathmannsdorf“ hat sich im Laufe seiner Geschichte mehrfach geändert und es gab verschiedene Schreibweisen. Folgende Schreibweisen sind aus historischen Quellen überliefert: 1445: Rademstorff, 1446: Radmenstorff, 1451: Ratmansdorff, Rademastorff, 1547: Ransdorf, 1554: Randorf, 1598: Renßdorf, 1791: Rathmansdorf.

### Entwicklung der Einwohnerzahl
Im Jahre 1547/51: 18 besessene Mann, 17 Inwohner und im Jahre 1764: 17 besessene Mann, 27 Häusler
| Jahr      | 1834 | 1871 | 1890 | 1910 | 1925 | 1939 | 1946 | 1950 | 1964 | 1990 | 1999  | 2007 | 2010 | 2015 | 2018 |
| --------- | ---- | ---- | ---- | ---- | ---- | ---- | ---- | ---- | ---- | ---- | ----- | ---- | ---- | ---- | ---- |
| Einwohner | 341  | 499  | 830  | 1253 | 1276 | 1850 | 2172 | 2083 | 1810 | 1284 | 1171* | 1058 | 1011 | 958  | 931  |

* 808 Einwohner im OT Rathmannsdorf und 363 Einwohner im OT Wendischfähre

## Politik
- BI R: 6
- WV R: 4

### Gemeinderat
Seit der Gemeinderatswahl am 9. Juni 2024 verteilen sich die 10 Sitze des Gemeinderates folgendermaßen auf die einzelnen Gruppierungen:
- Bürgerinitiative Rathmannsdorf (BI): 6 Sitze
- Wählervereinigung Rathmannsdorf (WVR): 4 Sitze

| Liste                           | 2024   | 2024   | 2019   | 2019   | 2014   | 2014   |
| Liste                           | Sitze  | in %   | Sitze  | in %   | Sitze  | in %   |
| ------------------------------- | ------ | ------ | ------ | ------ | ------ | ------ |
| Bürgerinitiative Rathmannsdorf  | 6      | 56,0   | 6      | 51,2   | 4      | 37,3   |
| Wählervereinigung Rathmannsdorf | 4      | 44,0   | 4      | 48,8   | 5      | 45,5   |
| CDU                             | –      | –      | –      | –      | 1      | 17,2   |
| Wahlbeteiligung                 | 73,6 % | 73,6 % | 71,1 % | 71,1 % | 62,6 % | 62,6 % |

### Bürgermeisterwahlen
Bürgermeister ist seit 2015 Uwe Thiele (CDU).
| Wahl | Bürgermeister | Vorschlag | Wahlergebnis (in %) |
| ---- | ------------- | --------- | ------------------- |
| 2022 | Uwe Thiele    | CDU       | 93,4                |
| 2015 | Uwe Thiele    | CDU       | 58,1                |
| 2008 | Reiner Hähnel | CDU       | 83,8                |
| 2001 | Reiner Hähnel | BI        | 87,7                |

### Wappen
Das Wappen zeigt einen von sieben Ringen gehaltenen Anker. Es geht damit auf eine Fähre zurück, welche die Elbe in Höhe der Mündung des Lachsbaches querte. Die sieben Ringe symbolisieren die sieben Fährtage der Woche.

### Gemeindefreundschaft
Rathmannsdorf pflegt eine Gemeindefreundschaft mit den Gemeinden Hergensweiler, Sigmarszell und Weissensberg der Verwaltungsgemeinschaft Sigmarszell in Bayern, Landkreis Lindau (Bodensee). Anlass war das Jahrhunderthochwasser 2013, als die Verwaltungsgemeinschaft eine Spendenaktion zur Hilfeleistung ins Leben rief. Besonders eng sind die Kontakte zur Gemeinde Hergensweiler.

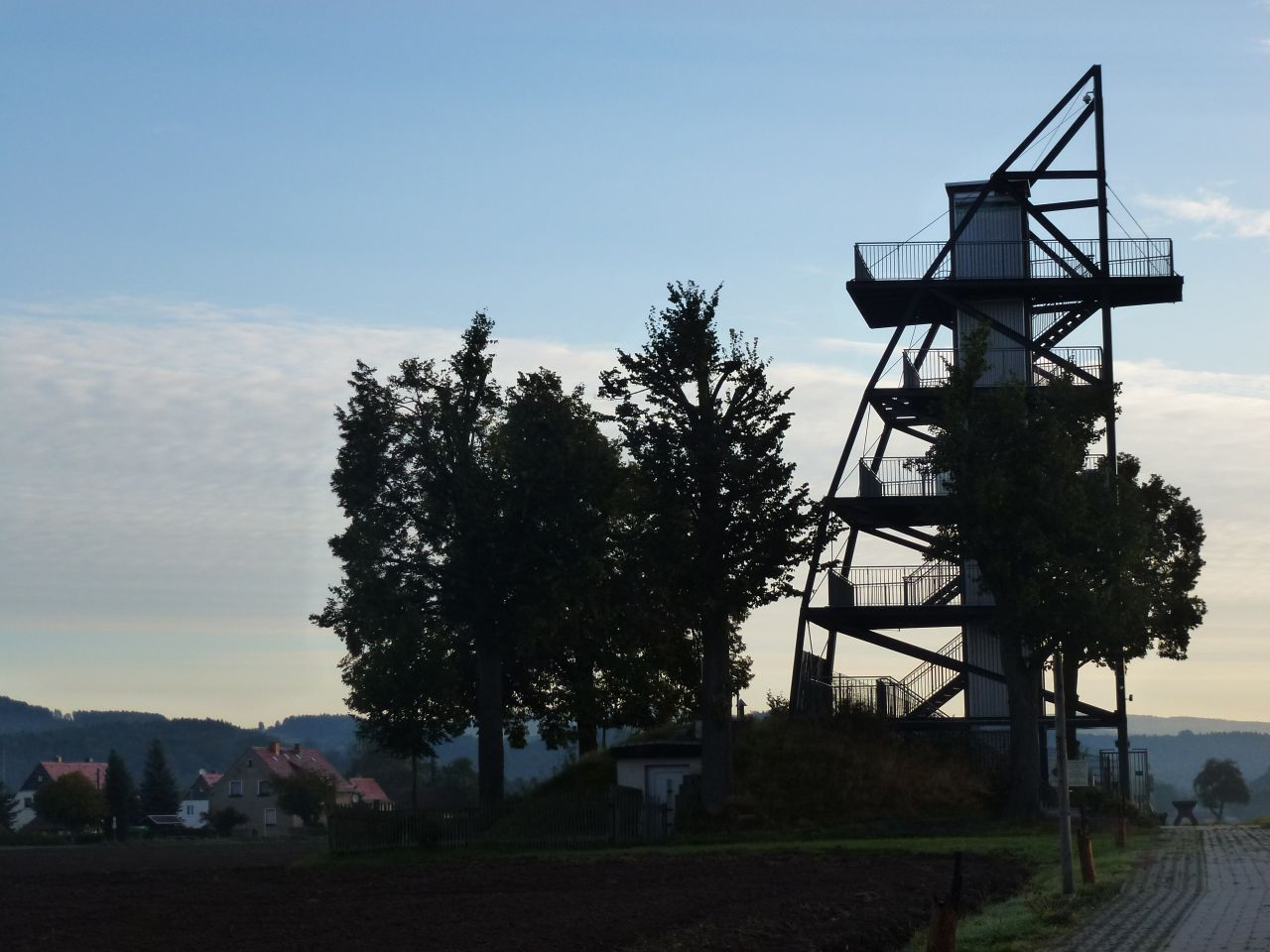
Aussichtsturm auf der Rathmannsdörfer Höhe

## Verkehr
Rathmannsdorf hat einen Bahnhof an der Bahnstrecke Bautzen–Bad Schandau. Der Ort wird zudem von den Bussen der den Linien 253 und 260 der Regionalverkehr Sächsische Schweiz-Osterzgebirge bedient.

## Persönlichkeiten
- Gerhard Bensch (1912–1970), Funktionär und Politiker (LDPD), geboren in Wendischfähre.